# Friesentor

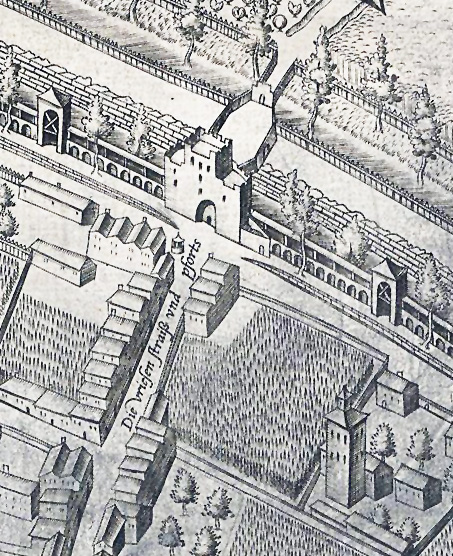
Friesenstraße und -pforte um 1571

Das  Friesentor war ein um 1244 neu errichtetes Stadttor Kölns. Es wurde im Zuge der letzten mittelalterlichen Stadterweiterung in der westlichen Ringmauer erbaut und lag in Höhe des heutigen Friesenplatzes.

## Geschichte
Das neue Friesentor verdankt seinen Namen der lange vor seiner Errichtung entstandenen Hauptstraße des Viertels, der erstmals 1165 als „platea Frisorum“ erwähnten Friesenstraße. Mit den neuen Befestigungen ab 1180 begann dann die allmähliche Vernichtung der nun als Steinbruch genutzten römischen Mauer, da sie ihre eigentliche Aufgabe, Schutz vor Angriffen während der häufigen mittelalterlichen Fehden zu bieten, verloren hatte.

### Namensherkunft

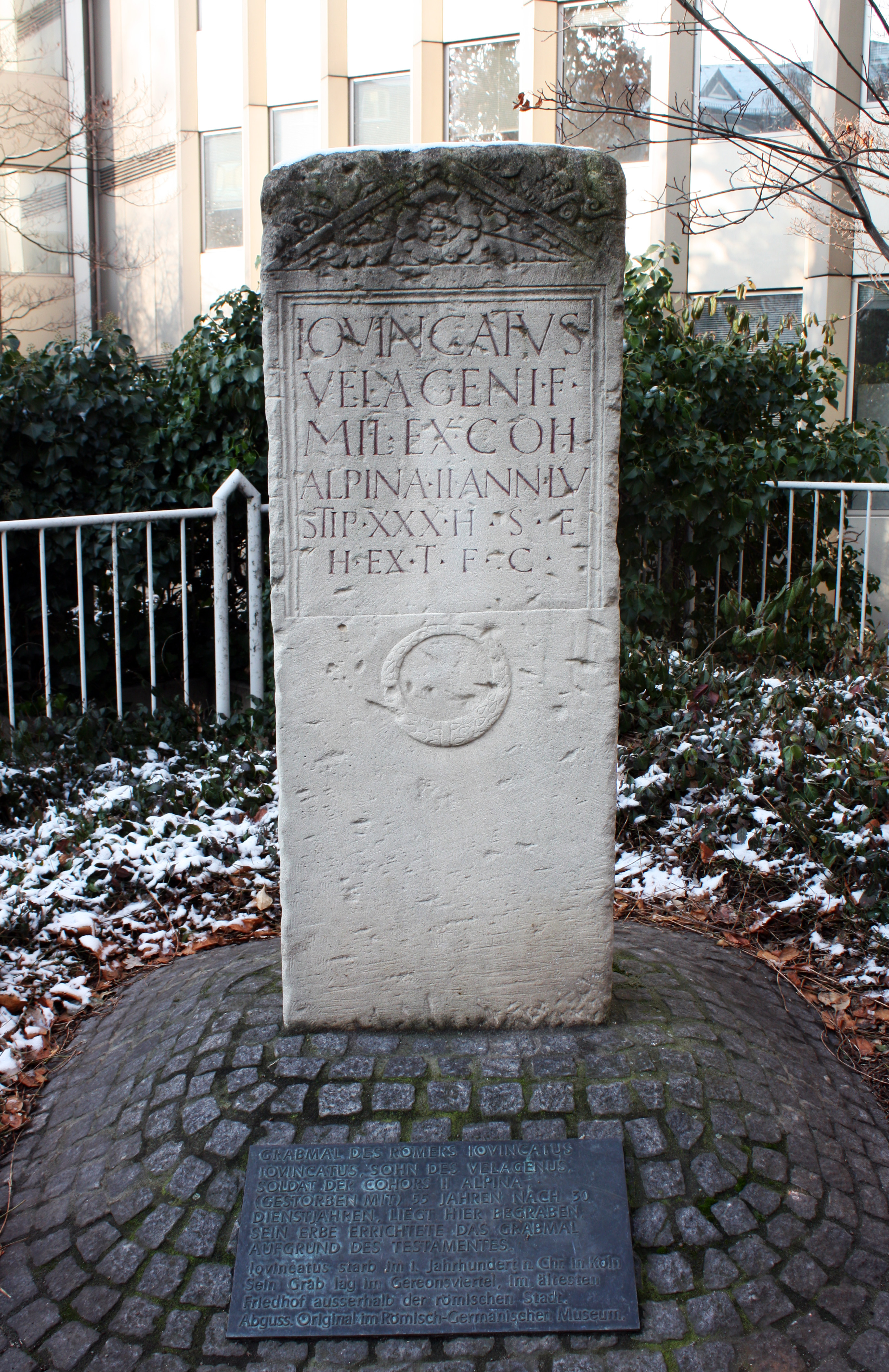
Grabmal des nordöstlichen Gräberfeldes der Colonia Claudia Ara Agrippinensium an der Friesenstraße

Bis zur letzten Stadterweiterung Kölns war die Löwenpforte, als Vorgängerin des späteren Friesentors, der nordwestliche Ein- und Ausgang der alten Kernstadt. Sie führte in das möglicherweise sehr früh bewohnte Gebiet am Westrand dieser vorstädtischen Ansiedlung, deren Besiedlung Keussen für das 9. Jahrhundert als wahrscheinlich ansah. Es sollen friesische Tuchhändler gewesen sein, die in der Karolingerzeit mit ihrer Ware den Großhandel rheinaufwärts beherrschten. Neben Städten wie Worms (829), Mainz (886) und Duisburg (893) sollen sie auch Köln (das ihnen unter dem Namen „Colnaburch“ vertraut war) zu einem ihrer Handelsstützpunkte gewählt haben, und sich als „Fremde“ auf dem zu dieser Zeit noch unbesiedelten Gebiet, einem den Römern als Gräberfeld dienenden Vorstadtareal, südlich von St. Gereon niedergelassen haben. Gestärkt wurde diese These durch die für das 12. Jahrhundert belegten, in diesem Viertel recht häufig vorkommenden, Namen friesischer Herkunft, die in den seit etwa 1130 geführten Schreinsbüchern der Kölner Bezirke nachgewiesen wurden.
Die Kölner Historiker Adam Wrede und Hermann Keussen ermittelten für das spätmittelalterliche Friesentor über die Jahrhunderte hin wechselnde Bezeichnungen. Als älteste bekannte Form war der Name „porta frisea“ im Jahr 1244 gebräuchlich. Das Tor wurde im Jahr 1370 als „de porta Frisonum“ erwähnt, neben ihm wurde im Jahr 1378 ein Brunnen (puteam iuxta portam Frisonum) angelegt. Nach 1386 genehmigte der Rat der Stadt die Errichtung eines Stegs über den feldwärts gelegenen Graben. In den Quellen wurde das Tor 1446 als „Vresenpforte“ bezeichnet. Im Jahr 1473 ordnete der Rat (aus nicht weiter erklärten Gründen) die Schließung des Tors an. Für das Jahr 1505 berichtete Johann Jakob Merlo über ein vor der Friesenpforte angebrachtes St. Annenbild. 1528 hieß es zur Friesenpforte: „Es findet kein Wagenverkehr statt, die Hauptpforte ist größtenteils vermauert, nur ein kleines Pförtchen ist geöffnet“. Friesenpforte blieb die Bezeichnung über längere Zeit, da sie auch noch in Arnold Mercators Kölner Stadtansicht von 1570 als Vriesenpforts bezeichnet wurde, auch der vermauerte Tordurchgang wurde durch die Abbildung in diesem Stadtplan bestätigt. In dieser Zeit des 16. Jahrhunderts wurden weitere Tore vollständig oder partiell vermauert (Frankentorpforte, Neugassen- und Fischpforte am Rhein, Schaafentor mit Durchlass, Pantaleonstor). Einige dieser Tore wurden für kurze Zeit im 19. Jahrhundert wieder geöffnet (Schaafentor, Pantaleonstor).

### Baubeschreibung
Zu den ursprünglich zwölf Feldpforten der Stadt im 12. bis 16. Jahrhundert, der Kahlenhauser Pforte (Judenpforte, um 1530 zugemauert), Eigelstein-, Gereons-, Ehren-, Hahnen-, Schaafen-, Weyer-, Bach- und Pantaleons- (beide im 16. Jahrhundert zugemauert), Ulre- und Severinspforte gehörte auch die Friesenpfote, die jedoch nicht täglich geöffnet war. Das steinerne Bollwerk des Tors soll im Laufe der Zeit mehrfach verstärkt worden sein.
Das Friesentor besaß als einziges Tor seiner Art einen fünfstöckigen asymmetrischer Sechskantzentralbau mit zweistöckigem Rechteckaufbau, insgesamt sechs Etagen inklusive der gezinnten Verteidigungsplattform auf dem Dach des Aufbaus und Zinnenmauerwerk als Abschluss des Hauptbaus. Auf der Darstellung Arnold Mercators von 1571 ist das insgesamt sechsgeschossige (mit Dachplattform), mit Zinnenkränzen abgeschlossene Gebäude stadtseitig zu sehen, das bereits vermauerte Tor mit Pförtchen etwas nach rechts versetzt. Es wies zur Stadtseite eine ungegliederte, glatte Fassade auf. Der Mittelbau war nicht wie bei anderen Toren der Stadtmauer von halbrunden Flankentürmen oder Eckwarten eingefasst, sondern ein komplexer, rechteckig mit feldseitig abgeschrägten (gebrochenen) Kanten versehener, somit sechskantiger Bau, dessen rechteckiger Aufsatz den Unterbau um ein Stockwerk mit Zinnenplattform überragte, mit dem Unterbau stadt- wie feldseitig abschloss und zwei seitliche zinnenbewehrte Verteidigungsplattformen des Unterbaus einschloss. Das ursprünglich mit Zugbrücke und Fallgatter ausgestattete und seit dem frühen 16. Jahrhundert (zwischen 1505 und 1525) vermauerte Tor hatte seitdem einen kleinen Türdurchgang. Zur Feldseite schloss sich mittig seit 1687 ein Zwinger an, der vor einem kleinen, mit einem Stufengiebel gezierten Tor endete. Dahinter führte ein kleiner Steg über den Graben der Toranlage in unbebautes Feld. Der Wachmannschaft des Tors hatte man vor dem stadtseitigen Tor einen Brunnen errichtet. Die zum Tore führende Friesenstraße führte durchs Tor auf die Landstraße nach Venlo (heutige Venloer Straße).

### Nutzung des Tors

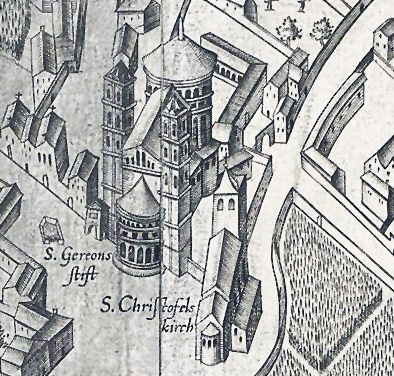
St. Gereon und Pfarrkirche St. Christoph 1571

Die Torburgen der Stadtmauer waren vorrangig Wach- und Wehrtürme und dienten als Teil der Stadtmauer dem Schutz der Stadt. So unterstand das Friesentor, mit seinen nach Norden und Süden zu den nächstgelegenen Toren (Gereons- und Ehrentor) führenden Mauerabschnitten, einer organisierten Betreuung des Bezirks. Der zuständige weltliche und zugleich kirchliche Bezirk hieß St. Christoph nach der etwa 1190 zur Pfarrkirche erhobenen Kirche neben St. Gereon. Den Amtleuten des Bezirks oblag die Einsetzung von Wachsoldaten, die sich aus den Bürgern des Bezirks rekrutierten. Auch die Pflege und etwaige Reparaturen der Wehranlagen des Abschnittes unterstanden der Kontrolle der Amtsleute und erfolgten nach ihren Anweisungen.
Die Einrichtung oder personelle Besetzung von Zollstationen wie bei den offenen Feldtoren der mittelalterlichen Städte üblich, war Sache des Rates. Wie die Hahnentorburg-, die Severinstorburg- und die Bachpforte diente auch das Friesentor keinen Inhaftierungen.

### Entwicklung der Vorstadt
Die topografische Darstellung Keussens weist zwischen 1000 und 1150 im westlichen, oberen Bereich der Kernstadt nur gering bebautes Gelände aus. Dieses Gebiet lag im Schreinsbezirk „Berlich“, ein Name, der in späterer Zeit (bis heute) den der unterhalb des Klarissenklosters St. Klara verlaufenden „Schottengasse“ ersetzte. Der Bezirk endete oberhalb des „Klarenturmes“ (Römerturm) an der dort nach Süden abknickenden Römermauer.
Eine wesentlich dichtere Bebauung wurde jedoch außerhalb der Westmauer nachgewiesen. Dies erklärt, warum von den entstandenen Mauerdurchbrüchen in diesem Bereich einige nachweislich dem Spätmittelalter zugeordnet wurden. Hier befand sich die „Löwenpforte“, die auch „porta leonis“ oder „Lewenportzen“ genannt wurde. Sie war lange Zeit der Durchlass, der den direkten Weg aus dem Gebiet des „Berlich“, der sich von der alten „Breitstraße“ in Richtung St. Gereon erstreckte, in das westliche, belebte „Friesenviertel“ ermöglichte.
Das neue Stadttor der nach Westen vorgeschobenen Befestigung war ein Ersatz der alten, wohl schon in karolingischer Zeit entstandenen „Löwenenpforte“, die sich die Ansiedler dieser westlichen Vorstadt im Einvernehmen mit den Bürgern der Kernstadt geschaffen hatten.

### Das Friesenviertel
Die Bebauung einzelner Straßen war nicht geschlossen, das Viertel war da und dort von Wein-, Baum- oder Nutzgärten bestanden. Im 15. Jahrhundert wurde in den Quellen vereinzelt ein „steinernes Haus“ bei den Eintragungen angeführt, zahlreicher wurden dagegen angelegte Brunnen erwähnt. Am Ende des parallel zur römischen Nordmauer verlaufenden Wehrgrabens (der späteren Zeughausstraße), hinter einem der alten römischen Steinwege (Lapida) der Stadt (der späteren Steinfelder Gasse), begann nach der Löwenpforte die westwärts führende Friesenstraße. Sie wurde zuerst „platea Friesorum“, oder auch „area inter Frisones“, sowie „area in platea Frisonica“) genannt. Die Löwenpforte wurde 1196 von den Amtleuten des bis zur Nordseite der Ehrenstraße reichenden Bezirks S. Christoph, dem Schmied Gottfried zu Erbleihe gegeben.
Bis zum Jahr 1226 wurde das Tor als „porta Leonis“ bezeichnet, danach wich die lateinische Bezeichnung den altdeutschen Namen wie Leewen-, Leen- oder Löwenportze. Auch noch 1335 findet die alte Löwenpforte im Zusammenhang mit einer Zinsüberweisung der Schöffen von St. Gereon Erwähnung. Hinter dem alten Tor an der Südseite der Friesenstraße und vor der einmündenden „Alte Wallgasse“ taucht in den Schreinsakten mehrfach eine Buttergasse auf.
Nördlich der Pforte führte der Steinweg (zeitweilig „An der Leenpotzen“) an das Hospital der dortigen Stiftskirche St. Georg und der davor liegenden kleinen Kapellen. In der kleinen Straße „Gereonskloster“ befand sich möglicherweise eine Stiftsschule, da ein Quelleneintrag des Jahres 1393 belegt, dass eine Spende Erzbischof Friedrichs zum Bau einer Scholastenschule verwandt werden sollte. Weitere Straßen waren die Spiesergasse, die später nicht mehr vorkommende „Buzgasse“ (nach dem dortigen Hof „Bůze“) nach Norden und die schräg von der Ehrerstraße kommende „Alte Wallgasse“; die späteren oberen Wallstraßen entstanden mit dem Bau der neuen Ringmauer. Entlang der Wallstraßen entstanden lang gestreckte Zinshäuser (nach mittelalterlicher Bezeichnung bis zu 10 Häuser unter einem Dach).
Bereits lange vor dem Bau der großen Stadtmauer hatten im Gelände beiderseits der „Friesengass“ einige der Kölner Patrizierfamilien auch dort Hofbesitz. Es waren Höfe der Familie (oft auch Schöffen oder Bürgermeister) Gr(y)in, der Hardefu(y)st, der vom Horne, sowie der Kleingedank und Scherfgin. Auch entstanden durch Einheirat oder Kauf im Laufe der Generationen Zusammenschlüsse dieser Liegenschaften. Unterhalb der Wallstraße der neuen Ringmauer, in der Höhe des heutigen Hildeboldplatzes, befand sich der Hof der Kleingedank. Weiter nach Süden lag der Hof der Witwe Ida Vetschulder, die diesen 1271 an Bruno Hardefust verkaufte, sowie der Hof „zum Pœle“ (Die Familie derer „von Pœ“, war von alters her auf dem Niederich ansässig und hatte das dortige Gericht als Lehen), beide Höfe wurden 1425 von Werner von Palant, Herr zu Breitenbend aufgekauft. Den nun recht großen Palanter Hof übernahm 1617 Jacob Klapper, als Halfmann auf dem fortan Klapperhof genannten Anwesen.
So wie in anderen Ländern und Städten errichteten sich diese begüterten Familien des mittelalterlichen Köln so genannte Geschlechtertürme auf ihren Besitzungen. Sie dienten im ungeschützten Vorland der befestigten Städte zum einen der Sicherheit, waren aber auch Zeichen ihrer Macht und ihres Wohlstande, und die Familien versuchten sich zudem in der Gestaltung dieser Türme zu übertreffen. Kölner Beispiele sind der auf der Zeichnung Mercators zu sehende Turm der Hardefust (im Zusammenhang mit den Hardefusts stand auch der „Saphirturm“ in der Rheinvorstadt), aber auch der Turm der Richmodis von Aducht am Kölner Neumarkt, oder der erst 1911 niedergelegte, vor 1516 errichtete Turm der Familie Rinck.
Unmittelbar an der Friesenstraße stand der Hof des Franco Grin, und auf der Südseite der Straße befanden sich die Höfe der zum Horne sowie der Scherfgins- und Karl Grins Hof.
Auch im Friesenviertel hatte sich bereits im Spätmittelalter eine bäuerliche Vereinigung gebildet. Sie war eine der fünf Kölner Bauerbänke, die die Interessen der bis in das 19. Jahrhundert im Bezirk St. Christoph ansässigen Ackerwirte, Klein- und Gemüsebauern wahrnahm.

### Säkularisation und „Porte des Frisons“

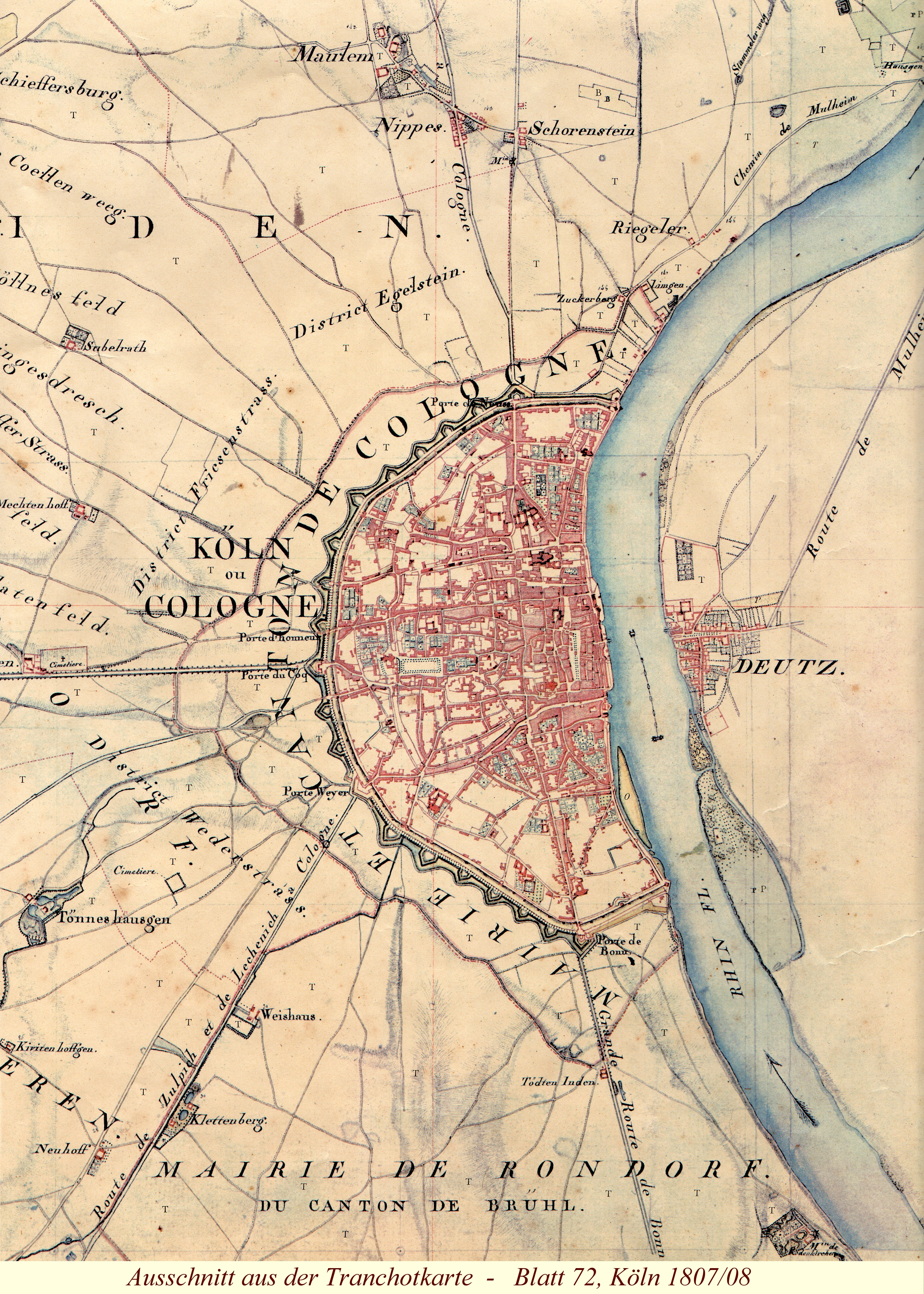
Die Tranchotkarte um 1810 bezeichnet das Gelände vor dem Friesentor als „District Friesenstrasse“

Neben den Besitzungen der „Patrizier“ hatten aber auch Kirchen und Klöster Immobilien des Viertels in ihrem Besitz, welcher zumeist von Pächtern bewirtschaftet wurde und dem Besitzer auf diese Weise Erträge brachte. Zu nennen sind St. Gereon, St. Aposteln, St. Klara, St. Quintin und das Kloster Knechtsteden.
Mit dem Einzug französischer Truppen zum Ende des 18. Jahrhunderts, und der dann folgenden Säkularisation wandelten sich Gesetzgebung und alte gewachsene städtische und kirchliche Strukturen. Die von alters her entstandenen Bezeichnungen des Viertels und seines Stadttors beließ auch die neue Verwaltung. Die Behörden blieben bei dem auf einen Volksstamm verweisenden Begriff und nannten das Stadttor 1812 „Porte des Frisons“ – Friesentor.

### Niederlegung

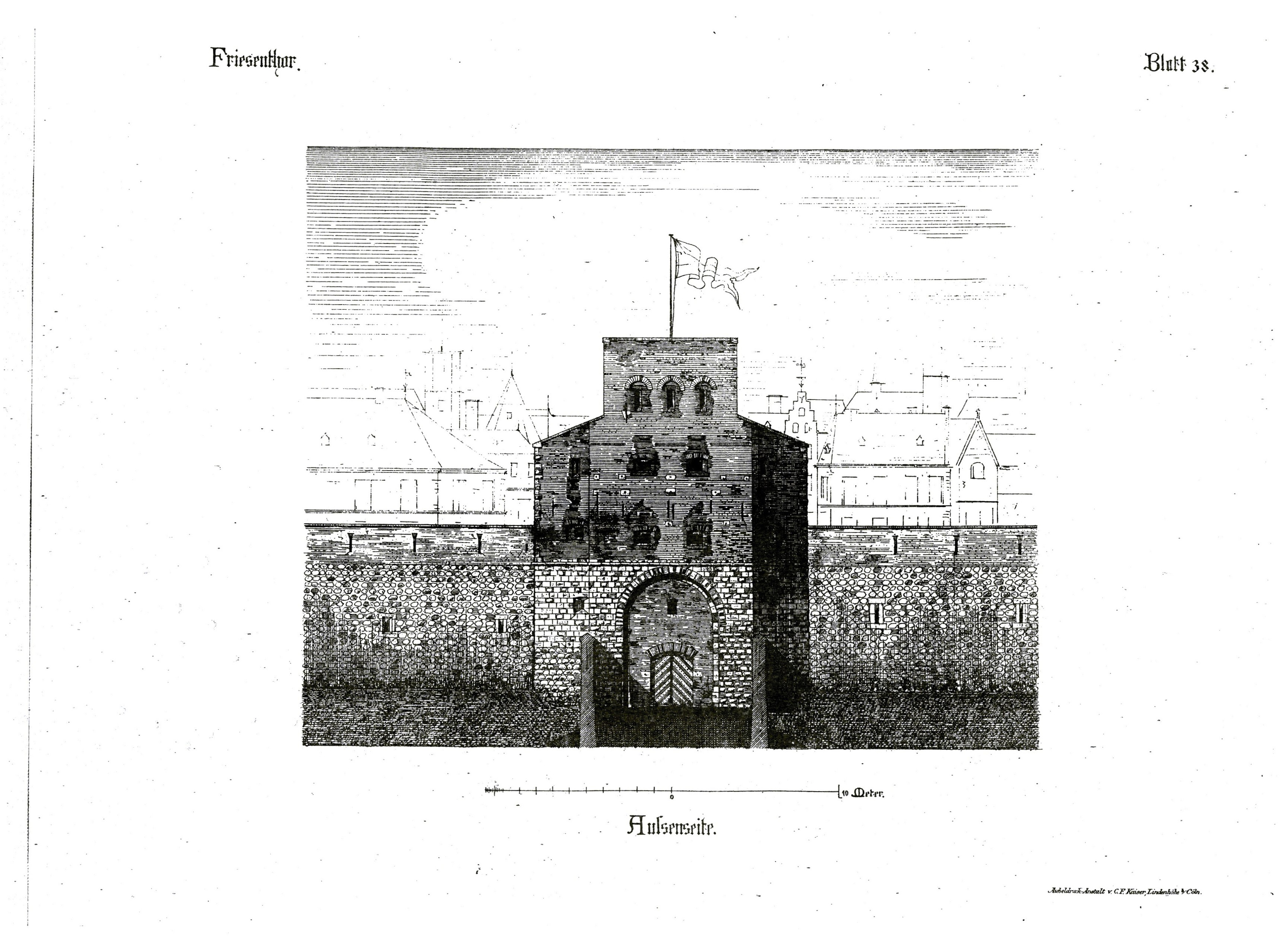
Friesentor, Außenseite (aus: Cölner Thorburgen und Befestigungen: 1180 - 1882, 1884, Blatt 38)

Die der Franzosenzeit folgenden Jahre unter preußischer Hoheit, brachten der Stadt ab der Mitte des 19. Jahrhunderts einen rapiden Anstieg der Bevölkerung, sodass eine Erweiterung der durch die Ringmauer eingeengten Kernstadt geboten schien. Erste im Jahr 1877 geführte Verhandlungen der Stadt Köln, die im Besitz des preußischen Staates befindliche Stadtmauer mit ihren Torburgen und Bastionen zu erwerben, waren an den hohen Forderungen der Regierungsseite gescheitert. Spätere, erneute Verhandlungen konnten jedoch durch Oberbürgermeister Hermann Becker zu einem, für die Stadt positivem Abschluss gebracht werden. Im Juni 1881 unterzeichnete man einen entsprechendes Vertragswerk, dem dann im Folgejahr die Niederlegung auch des Friesentors folgte.

Heutiges Umfeld des ehemaligen Stadttors
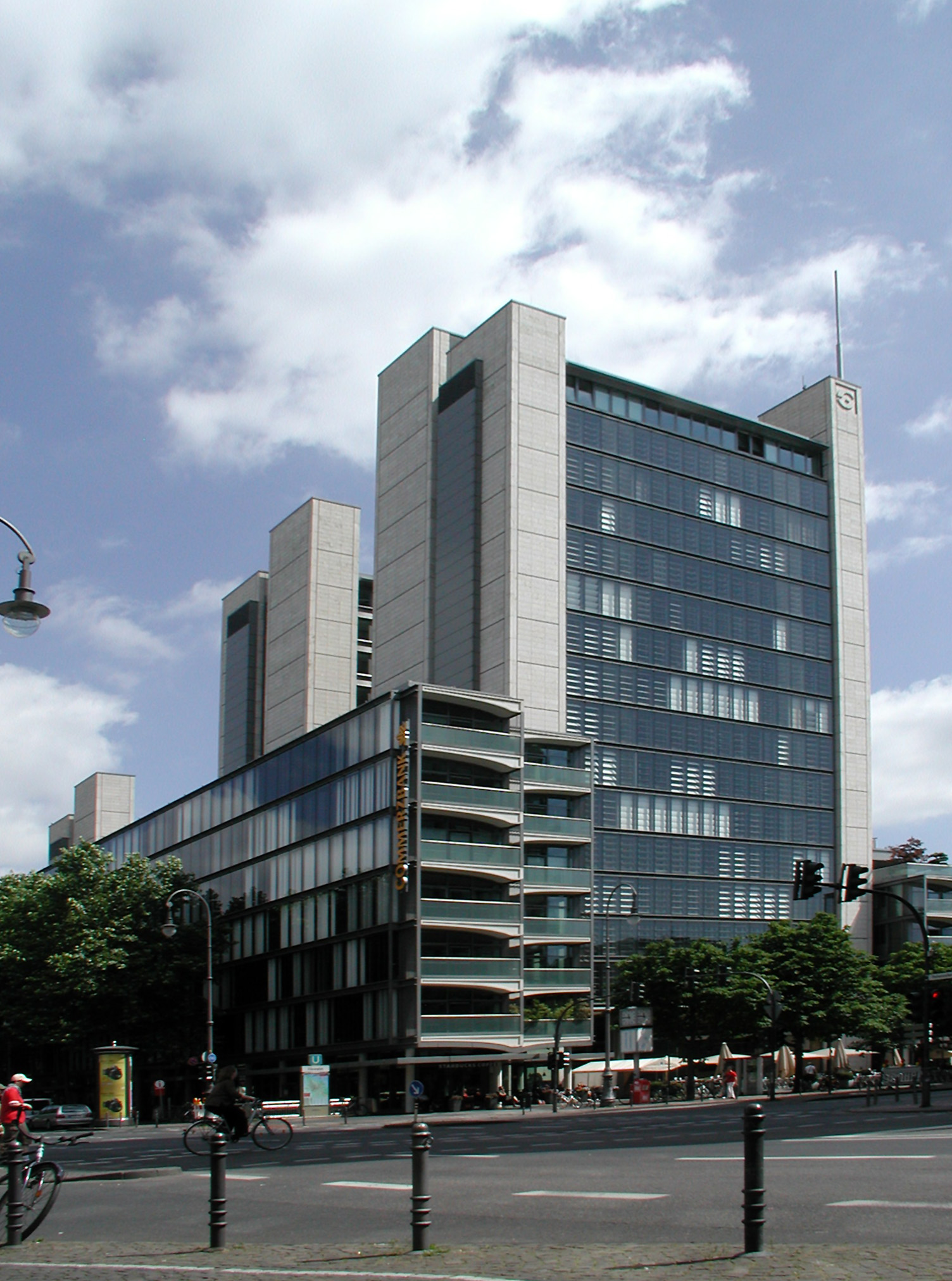
Friesenplatz und Hohenzollernring
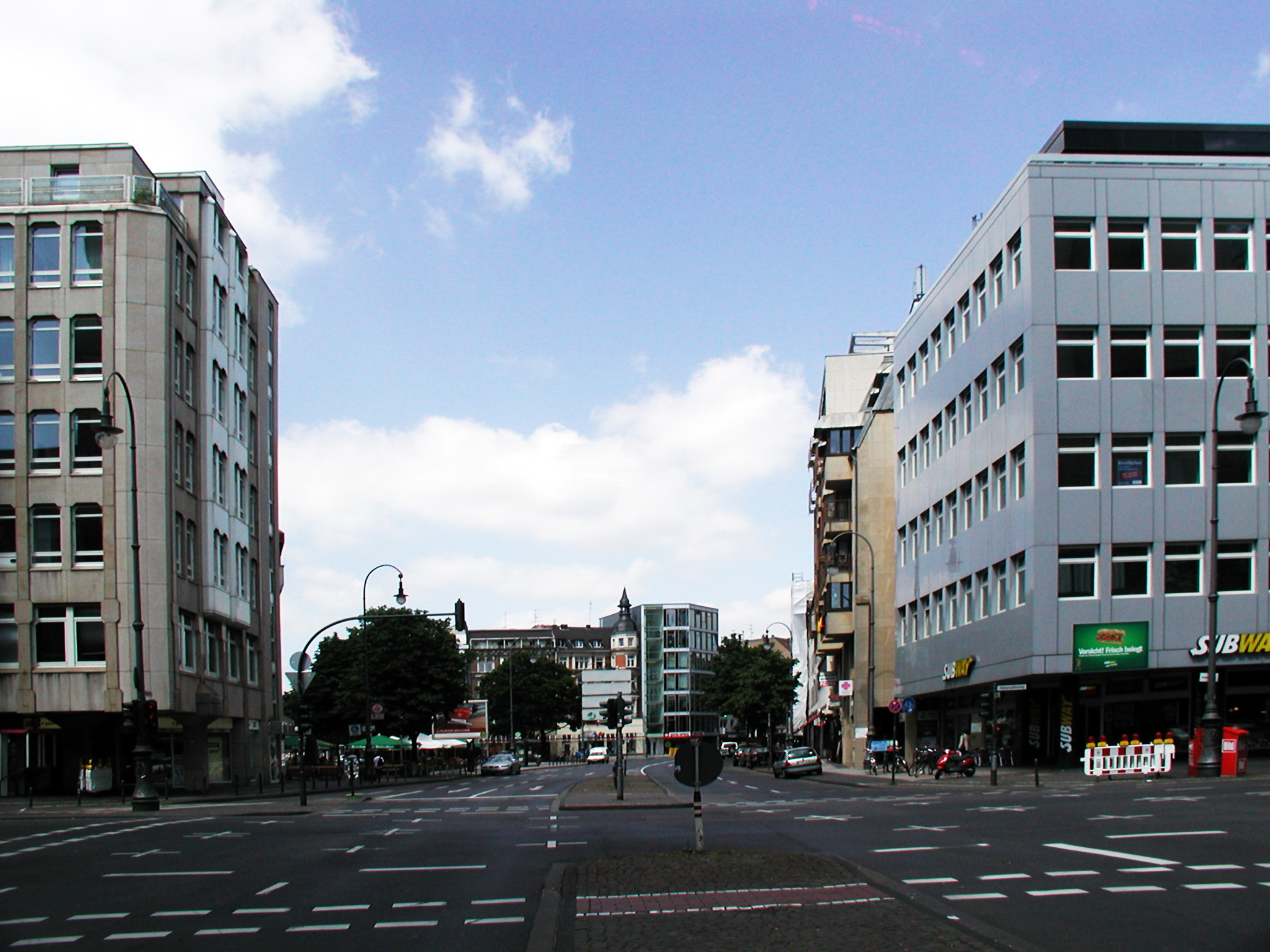
Westseite des Platzes
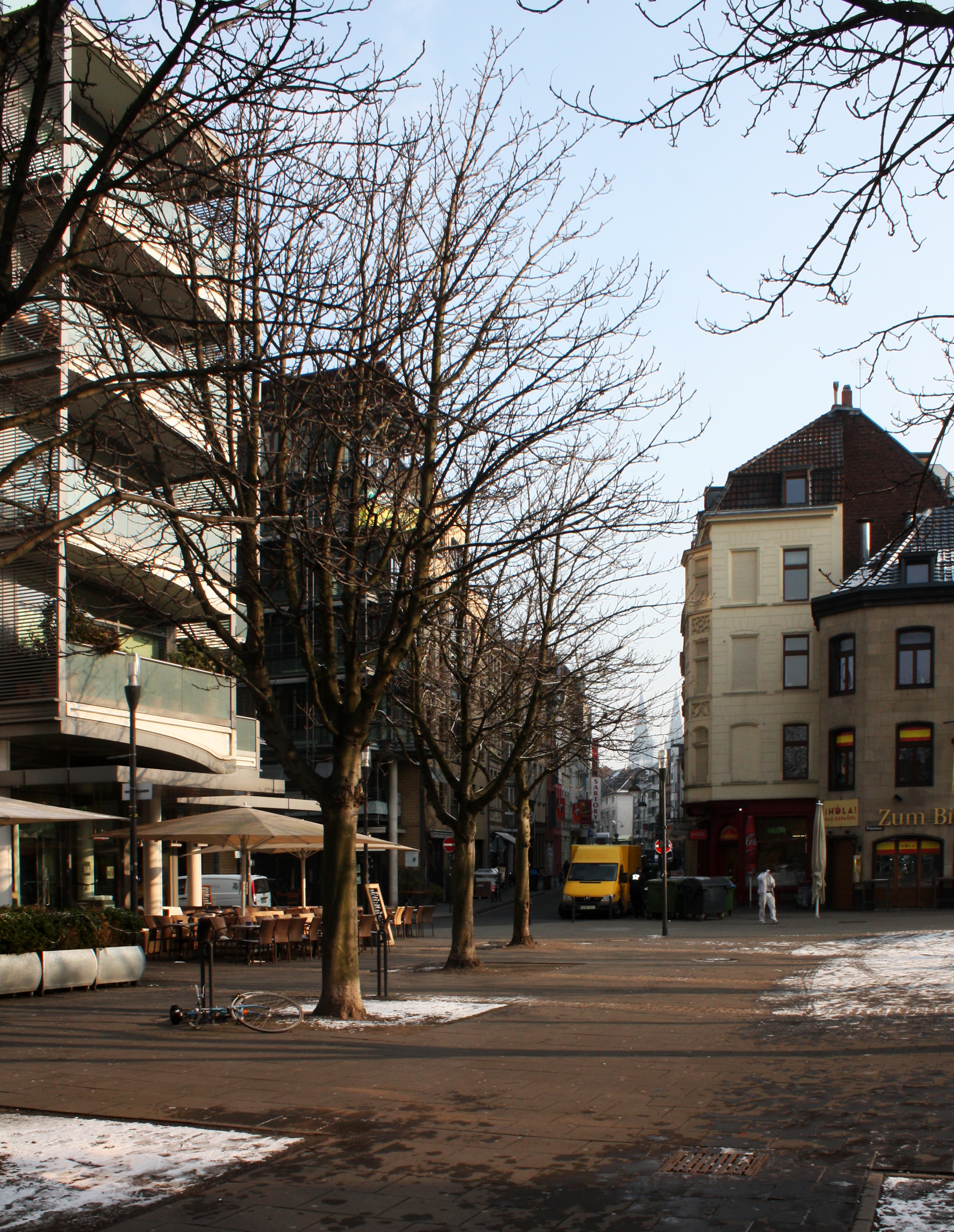
Nordostecke des Platzes, ehemaliger Standort des Tors